# Playback
Playback (angl. overdubbing) je označení pro způsob pořizování zvukového záznamu. Jednotlivé složky hudebního díla, které po dokončení znějí simultánně, se nahrávají postupně na oddělené zvukové stopy. Playback se nejčastěji používá při nahrávání sólového zpívaného hlasu, kdy zpěvák nahrává svůj part k již dokončenému nahranému hudebnímu doprovodu, který poslouchá ze sluchátek.
Ve filmech, televizních pořadech a na koncertech termín playback (angl. lip-sync nebo lip-synching) označuje situaci, kdy herec či vystupující účinkující synchronizuje pohyby svých úst s textem spuštěné zvukové stopy, která byla nahrána předem. Tedy hudba hraje a zpěvák naznačuje zpěv. Opakem playbacku je živé (koncertní, angl. live) vystoupení, při němž umělec podává svůj (nejčastěji pěvecký) výkon bezprostředně před diváky, posluchači.